# Goldvreneli
| Goldvreneli         | Goldvreneli            |
| ------------------- | ---------------------- |
| Nennwert:           | CHF 20                 |
| Metall:             | 90 % Au 10 % Cu        |
| Rand:               | geprägt                |
| Prägejahre:         | 1897 bis 1949          |
| Vorderseite         |                        |
|                     |                        |
| Motiv:              | Eidgenössisches Wappen |
| Rückseite           |                        |
|                     |                        |
| Motiv:              | Helvetia               |
| Entwerfer:          | Fritz Ulysse Landry    |
| Datum des Entwurfs: | 1895                   |

Das Goldvreneli ist die bekannteste Goldmünze der Schweiz. Die 20-Franken-Münze wurde von 1897 bis 1949 geprägt. Die Gesamtauflage betrug 58,6 Millionen Exemplare. Den Namen Vreneli (Verkleinerungsform des traditionellen Schweizer Vornamens Verena) erhielt die Münze durch das von Fritz Ulysse Landry gestaltete Frauenbild. Die Münze ist Nachfolgerin der von 1883 bis 1896 geprägten Goldmünze «Helvetia».
Von 1911 bis 1922 wurde auch ein 10-Franken-Vreneli geprägt. Die Auflage betrug 2,6 Millionen Stück. Im Jahr 1925 wurden 5000 100-Franken-Vreneli geprägt. Die Münzen entsprachen den Normen der lateinischen Münzunion.
Goldvreneli sind in der Schweiz als Geschenke und Wettbewerbspreise populär.

## Geschichte
1895 beschloss der Schweizer Bundesrat die Umgestaltung des 20-Franken-Stückes. Das eidgenössische Finanzdepartement legte fest, dass die Münze ein schweizerisches, nationales Motiv, eine allegorische oder historisch-symbolische Darstellung der Schweiz tragen solle.

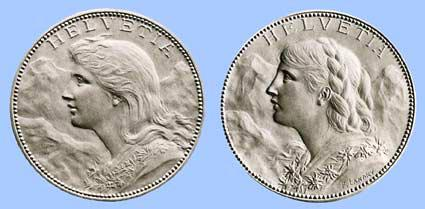
Entwürfe von Landry

Im Mai 1895 begutachtete die Jury die 21 eingegangenen Entwürfe und empfahl den zweiten Preis an den Neuenburger Künstler Fritz Ulysse Landry zu vergeben. Seine Helvetiadarstellung wurde als zu jung, zu individuell und zu schwärmerisch empfunden. Auch wurde die Gebirgskulisse im Hintergrund als zu mächtig angesehen. Landry überarbeitete seinen Entwurf. Auf Anregung des eidgenössischen Finanzdepartements vergab der Bundesrat den ersten Preis an ihn.
Im Herbst 1895 war das überarbeitete Modell fertig. Die junge Rosa Tännler wirkte nun reifer, das Haar war nicht mehr offen, sondern zu einem Zopf gebunden. Um den Hals trug sie neu einen Kranz aus Edelweissblüten statt aus Rhododendronzweigen. Die Jury empfahl den Entwurf zur Ausführung. Modell für die Frauengestalt war Rosa Tännler (1879–1946) aus Gadmen, der Landry bei einem Aufenthalt im Haslital begegnet war.

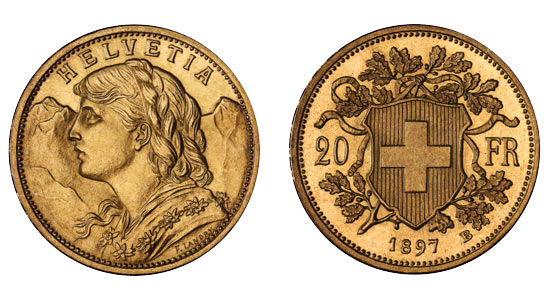
Probeexemplar mit Stirnlocke

1897 wurden zwölf Probeexemplare hergestellt und dem Bundesrat vorgelegt. Ein besorgter Magistrat bemängelte die Stirnlocke, die seiner Meinung nach «dem Frauenzimmer ein frivoles Aussehen» gebe. Daraufhin wurde die Stirnlocke bei den regulären Prägungen weggelassen.
Von Fachleuten wurde die neue Goldmünze anfänglich stark kritisiert. Sie empfanden, wie auch schon die Jury im Gestaltungswettbewerb, das dargestellte Mädchen als zu jung, als zu unwürdig, um die Schweiz zu repräsentieren. Die Schweizerische Numismatische Rundschau schrieb hierzu: «Besser wäre unser Land durch Wilhelm Tell oder durch die Mannen vom Rütli dargestellt worden.» Im Gegensatz dazu war das Vreneli bei der breiten Bevölkerung von Anfang an sehr beliebt.
Ab 1931 begannen viele Staaten aufgrund der Weltwirtschaftskrise ihre Währungen abzuwerten. Am 27. September 1936 wurde auch der Schweizer Franken durch den Bundesbeschluss über ausserordentliche Massnahmen zur Wiederherstellung des finanziellen Gleichgewichts im Bundeshaushalt um ca. 30 % abgewertet, um ihn den veränderten internationalen Verhältnissen anzupassen. Die Goldparität wurde von 290 mg auf 190 bis 215 mg Feingold je Franken gesenkt. Ausserdem wurde die Schweizerische Nationalbank ihrer Verpflichtung, Banknoten in Gold umzutauschen, enthoben. Dadurch verloren die Goldmünzen, obwohl sie bis heute nicht ausser Kurs gesetzt wurden, ihren Kurswert, da der Goldwert des 20-Franken-Stückes auf ca. 28 Franken stieg. Die Goldmünzen wurden seitdem hauptsächlich gehortet.

## Gondo-Prägungen
1897 wurden zusätzlich 29 Münzen aus hellerem Gondogold aus dem einstigen Goldbergwerk in Gondo (Kanton Wallis) geprägt. Die Legierung dieser Münzen enthält neben Kupfer auch Silber, wodurch die hellere Farbe entsteht. Ausserdem ist bei diesen Münzen ein kleines Kreuz in die Mitte des Schweizerkreuzes gepunzt.

## Beschreibung
Vorderseite: Frauenbüste nach links blickend, das reiche Haar in geflochtenem Zopf aufgebunden, das Kleid mit Edelweissen bestickt, vor einem Berghintergrund. Oben der Schriftzug «HELVETIA», am Rand unten rechts vertieft der Name des Künstlers «F. LANDRY», Perlkreis. Rückseite: Links der Nennwert 20 und rechts die Währungsangabe FR, dazwischen das Schweizerwappen in ausgeschnittenem Schilde auf üppigem Eichenzweig. Über der Schildmitte, an einem Zweigende Bandknoten mit je zwei flatternden Enden auf jeder Seite, unten die Jahreszahl, rechts davon das Münzzeichen «B» für Bern. Perlkreis. Randprägung erhaben: 22 Sterne (für die Kantone, 7/7/8). Die Nachkriegsprägungen des Jahrgangs 1935 haben zusätzlich ein «L» links von der Jahreszahl. Diejenigen mit den Jahreszahlen 1947 und 1949 tragen anstelle der Sterne die lateinische Randschrift AD LEGEM ANNI MCMXXXI («nach dem Gesetz von 1931»).

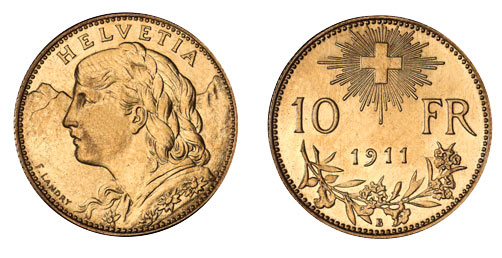
10-Franken-Vreneli

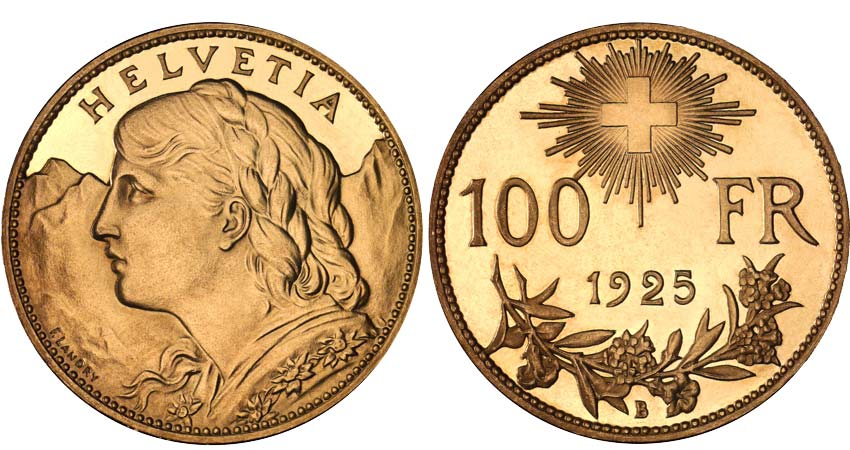
100-Franken-Vreneli

Die Rückseite des 10- bzw. 100-Franken-Vrenelis zeigt im oberen Bereich das Schweizer Kreuz in einem Strahlenkranz. In der Mitte befinden sich der Nennwert 10 FR bzw. 100 FR und die Jahreszahl. Im unteren Bereich sind Zweige mit Blüten von Alpenrose und Enzian abgebildet. Ganz unten ist das Münzzeichen B angebracht. Der Rand des 10-Franken-Vreneli ist geriffelt und der des 100-Franken-Vreneli trägt die lateinische Inschrift: ★★★ DOMINUS PROVIDEBIT ★★★★★★★★★★ («Der Herr wird vorsorgen»).
| Nennwert | Legierung        | Raugewicht | Feingewicht | Durchmesser | Dicke    |
| -------- | ---------------- | ---------- | ----------- | ----------- | -------- |
| 10 Fr.   | 90 % Au, 10 % Cu | 03,226 g   | 02,903 g    | 19,0 mm     | 00,90 mm |
| 20 Fr.   | 90 % Au, 10 % Cu | 06,452 g   | 05,807 g    | 21,2 mm     | 01,25 mm |
| 100 Fr.  | 90 % Au, 10 % Cu | 32,258 g   | 29,032 g    | 35,0 mm     | 02,20 mm |

## Jahrgänge und Auflagen

### 10-Franken-Vreneli
| 1911 | 00'100'000 |
| 1912 | 00'200'000 |
| 1913 | 00'600'000 |
| 1914 | 00'200'000 |
| 1915 | 00'400'000 |
| 1916 | 00'130'000 |
| 1922 | 01'020'000 |

### 20-Franken-Vreneli
| 1897     | 00'400'000 |
| 1897 1   | 00'000'029 |
| 1898     | 00'400'000 |
| 1899     | 00'300'000 |
| 1900     | 00'400'000 |
| 1901     | 00'500'000 |
| 1902     | 00'600'000 |
| 1903     | 00'200'000 |
| 1904     | 00'100'000 |
| 1905     | 00'100'000 |
| 1906     | 00'100'000 |
| 1907     | 00'150'000 |
| 1908     | 00'355'000 |
| 1909     | 00'400'000 |
| 1910     | 00'375'000 |
| 1911     | 00'350'000 |
| 1912     | 00'450'000 |
| 1913     | 00'700'000 |
| 1914     | 00'700'000 |
| 1915     | 00'750'000 |
| 1916     | 00'300'000 |
| 1922     | 02'783'678 |
| 1925     | 00'400'000 |
| 1926     | 00'050'000 |
| 1927     | 05'015'000 |
| 1930     | 03'371'764 |
| 1935     | 00'175'000 |
| L 1935 2 | 20'008'813 |
| 1947     | 09'200'000 |
| 1949     | 10'000'000 |

### 100-Franken-Vreneli
| 1925 | 00'005'000 |
| 2025 | 00'002'500 |